# オージェ・ギスラン・ド・ブスベック

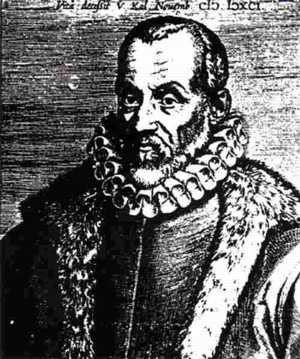
Ogier van Busbeke

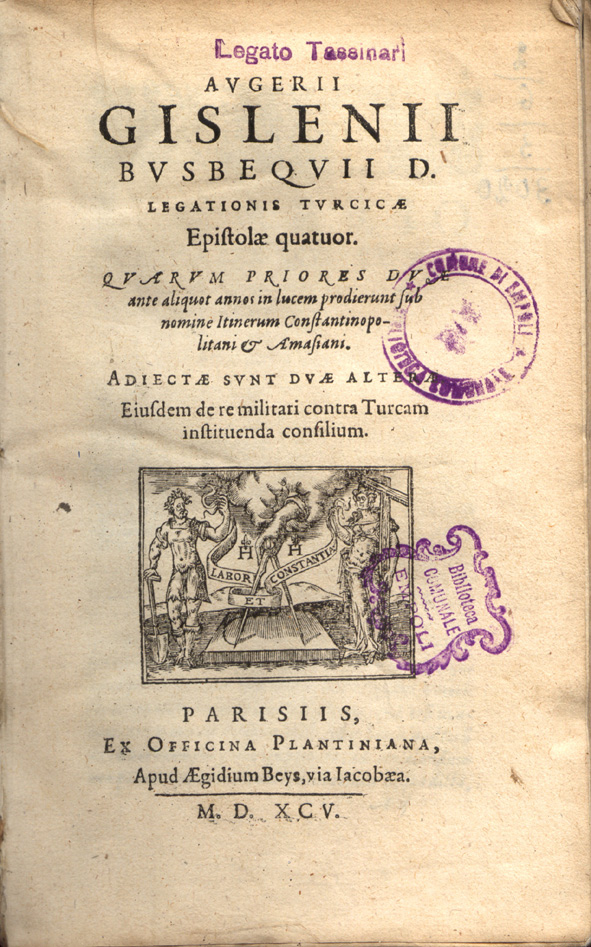
Epistolae Turcicae の表紙 （1595）

オージェ・ギスラン・ド・ブスベック（Ogier Ghiselin de Busbecq 、ラテン語名: Augerius Gislenius Busbequius、Augier Ghislain de Busbecqとも、1522年 – 1592年10月28日）は、16世紀のフランドルの著作家、薬草学者である。神聖ローマ帝国の大使として、オスマン帝国に赴任し、多くの記録を残した。植物文化の歴史においてはトルコの植物をヨーロッパにもたらし、16世紀半ばのオランダのチューリップ・バブルと関連して取り上げられることの多い人物である。

## 略歴
ノール県のコミーヌで、ブスベックの領主、ジョルジュ・ギスランの愛人の私生児として生まれた。後に認知され、ブスベック城で育てられた。ルーヴェンの大学や北イタリアの有名な大学で学んだ。父親と同じく役人となる道を選び、1552年頃に、神聖ローマ皇帝、フェルディナント1世のもとで働き、1554年には イングランド女王のメアリー1世とスペイン王フェリペ2世の結婚の祝賀のためにイギリスへ派遣された。
1554年および1556年にフェルディナント1世によってスレイマン1世の統治下のオスマン帝国大使に指名された。コンスタンティノープルでのブスベックの第一の任務はトランシルヴァニアでの領土のについて話し合い、国境条約を結ぶことで、宰相、リュステン・パシャ（Rüstem Pasha）との交渉は成果がなかったが、宰相がSemiz Ali Pashaに変わった後、交渉は成立した。
トルコでの体験について多くの著作を残した。著作としては、 "Itinera Constantinopolitan et Amasianum"や1595年の"Turcicae Epistolae" または "Turkish Letters"があり、"Turkish Letters"はヨーロッパの主要な言語に翻訳された。古文書をヨーロッパに送り、アンカラの「ローマとアウグストゥス神殿」や、「神アウグストゥスの業績録」(Res gestae divi Augusti)の碑文を発見した。18世紀まで存在したゴート語の方言、クリミアゴート語の80あまりの単語を書き残したことでも知られる。
植物学の分野ではトルコのチューリップの球根をカロルス・クルシウスに送り、クルシウスはライデン大学植物園でこれを栽培し、品種改良した。